# Fehér pereszke
A fehér pereszke (Tricholoma album) a pereszkefélék családjába tartozó, Európában honos mérgező gombafaj.

## Megjelenése
A fehér pereszke kalapja 3–8 cm átmérőjű, alakja fiatalon domború, majd kiterülő, közepén kis púppal. Széle aláhajló, nem bordázott. Színe fehér, esetleg halványsárga árnyalattal. Húsa fehér, íze kellemetlen, először lisztes, majd csípős, keserű utóízzel. Illata aromásan édes, mézszerű, elvágva inkább lisztes.
Lemezei vastagok és közepesen sűrűn állnak, a tönkre a többi pereszkéhez hasonlóan foggal nőnek rá. Színük fehér-halványsárgás. Spórapora fehér. Spórái 5,5-6 x 3,5-4 mikrométer méretűek, oválisak, sima felszínűek.
Tönkje 3–6 cm magas és 0,8-1,5 cm vastag. Alakja hengeres, felszíne finoman rostos. Színe fehér, halványbarnás vagy sárgás, nyomásra barnul.

### Hasonló fajok
Összetéveszthető az ehető elefántcsont csigagombával, nagy csigagombával, galambpereszkével, májusi pereszkével vagy a nem ehető émelyítő pereszkével.    

## Elterjedése és termőhelye
Európai faj, Skandináviától a Földközi-tengerig megtalálható. Magyarországon gyakori. Inkább lombos erdőkben nő, főleg tölgyek alatt található, homokos-agyagos talajon, Júliustól novemberig terem.
Mérgező. 

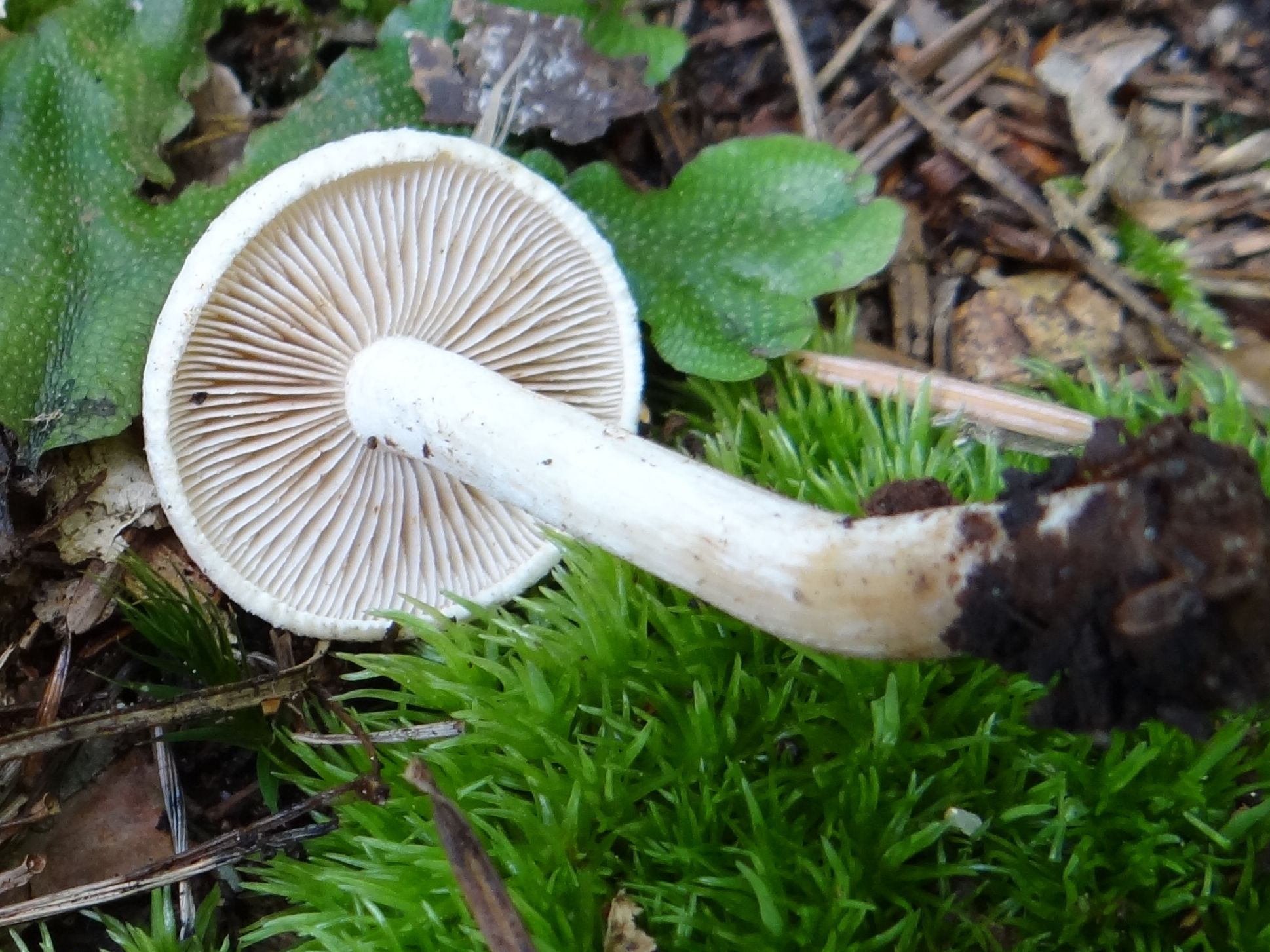
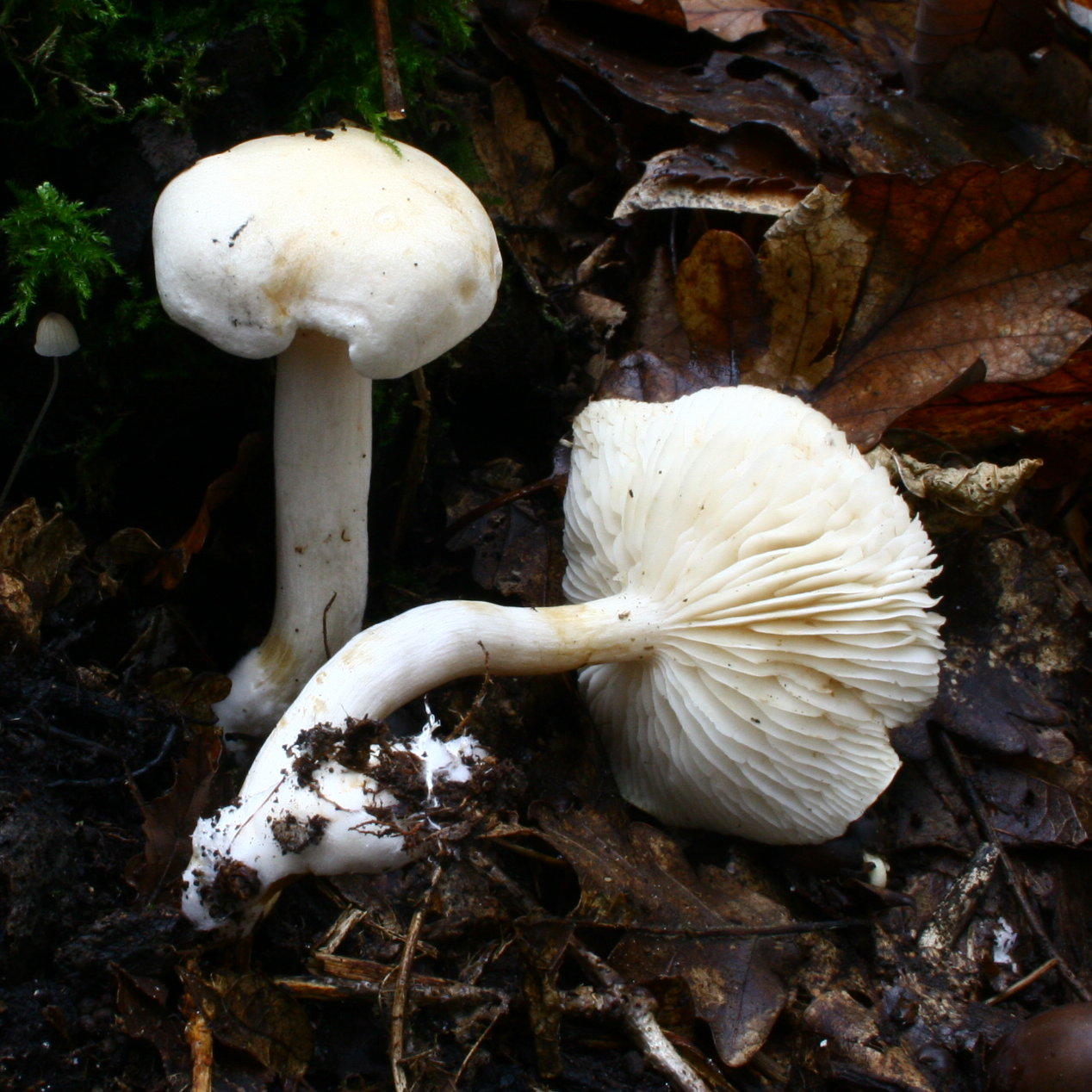
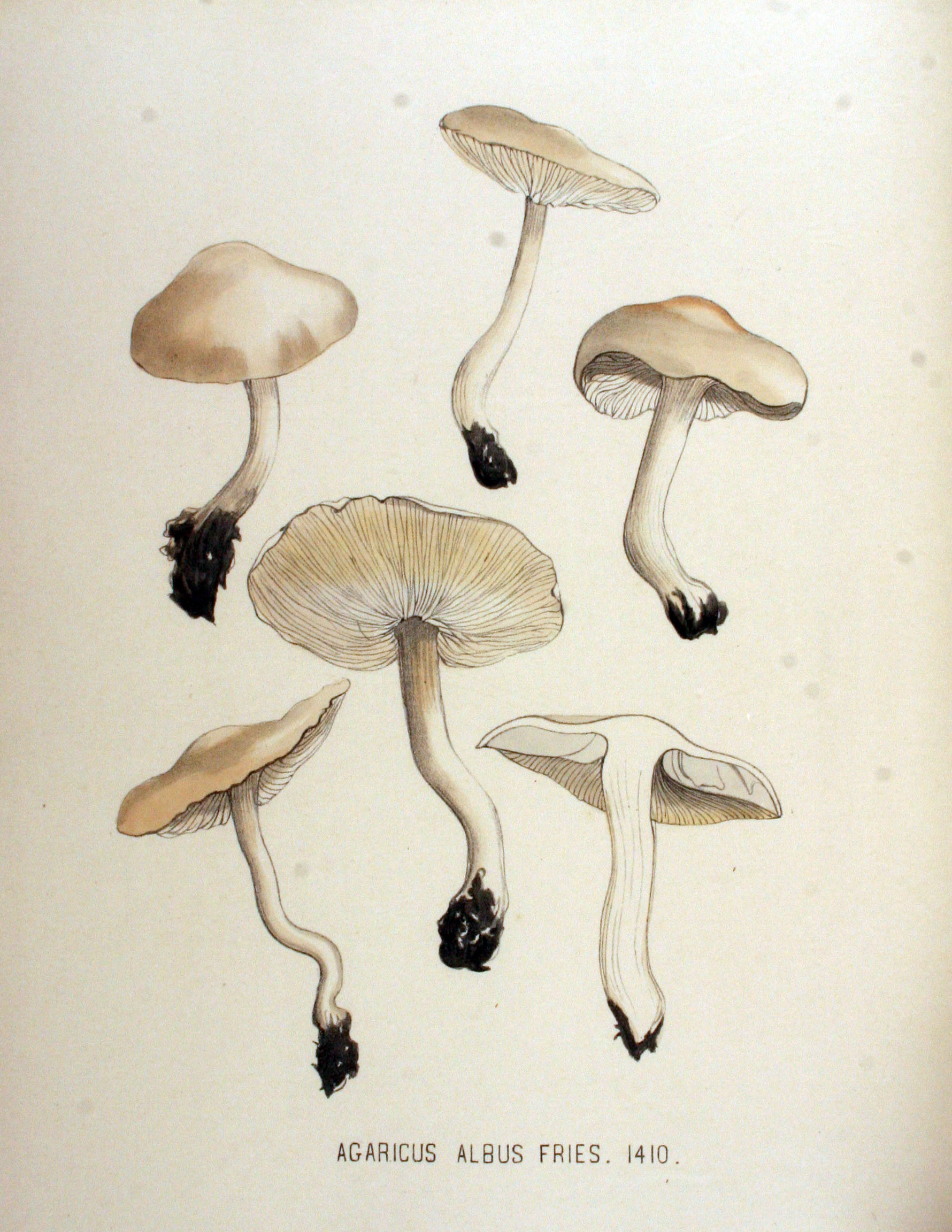
Ábrázolása egy 1889-es holland botanikakönyvben
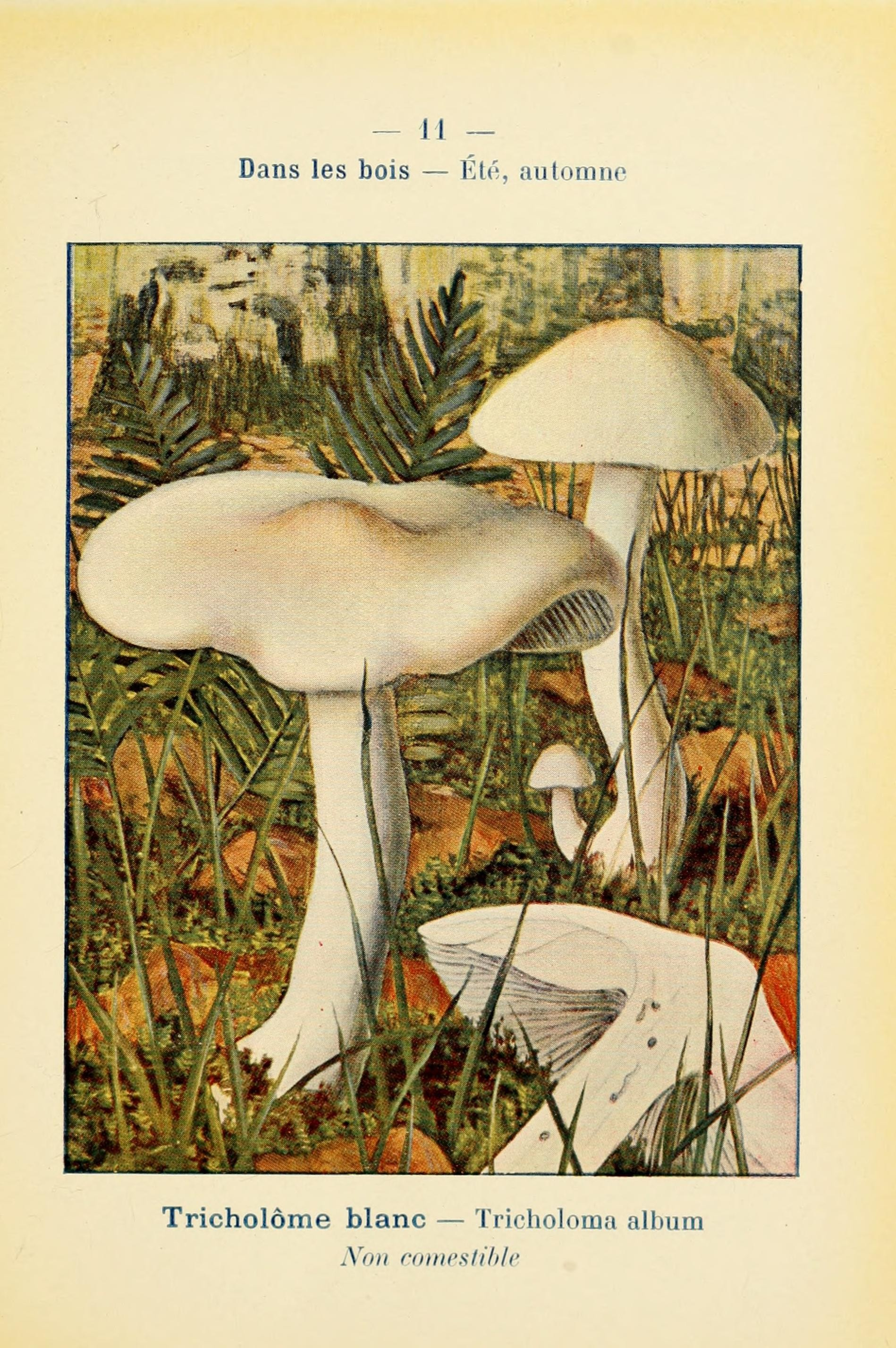
Ábrázolása egy 1912-es francia gombászkönyvben